# Đường tỉnh 716
Đường tỉnh 716 hay tỉnh lộ 716, là một cung đường ven biển tại tỉnh Bình Thuận, Việt Nam.
Đường tỉnh 716 có chiều dài là 41 km. Điểm đầu của đường là nằm tại vòng xoay Đồi Cát Bay, thuộc phường Mũi Né, thành phố Phan Thiết. Giáp với điểm cuối của 2 cung đường: Đường tỉnh 706 và Đường tỉnh 706B. Đường này khi ở trong địa phận Phan Thiết được gọi là đường Xuân Thủy. Hòn Rơm và Mũi Né cũng nằm trong địa phận của cung đường này, chạy ra đến địa phận xã Hòa Thắng, huyện Bắc Bình thì chạy về hướng Tây và dẫn đến ngã ba Bàu Trắng, giáp với điểm đầu của tuyến đường ven biển Bàu Trắng - Phan Rí Cửa. Đường tỉnh 716 tiếp tục chạy về hướng Bắc và kết thúc tại ngã ba Lương Sơn, giáp với Quốc lộ 1, thuộc thị trấn Lương Sơn, huyện Bắc Bình. Tuyến đường đi qua địa phận của nhiều xã thuộc 2 huyện Bắc Bình và Tuy Phong. Trên cung đường cũng có vô số cảnh đẹp trải dài từ đầu con đường đến cuối. Đặc biệt cung đường đi xuyên ngang qua Bàu cát (Bàu Ông, Bàu Bà) và được mệnh danh là cung đường xuyên "tiểu sa mạc Sahara". Đây cũng được xem là cung đường ven biển đẹp nhất Việt Nam. Từ Bàu Trắng đi theo hướng Bắc ta sẽ thấy được cảng hải sản tươi sống Phan Rí Cửa. Nơi đây mỗi sáng có vô số loại thủy hải sản tươi sống. Đi dọc theo con đường này về hướng Bắc nữa ta sẽ thấy được 1 đoạn bờ kè ven biển Chí Công. Là nơi "sống ảo" của nhiều người dân địa phương và đặc biệt là nơi check-in của nhóm "Cung đường phượt bụi". Đây cũng là con đường duy nhất và gần nhất nối ra chùa Cổ Thạch. Ngôi chùa mà ai đặt chân tới nơi "nắng - gió" này cũng phải ghé thăm quan.